# Escoles de la Sagrada Família
Les escoles de la Sagrada Família van ser construïdes entre 1908 i 1909 per l'arquitecte Antoni Gaudí al recinte del temple expiatori del mateix nom de Barcelona, catalogat com a bé cultural d'interès nacional.
Es van concebre com un petit edifici destinat a escola per als fills dels obrers que treballaven a la Sagrada Família, encara que va atendre altres nens del barri, especialment de classes poc afavorides. Gaudí el va edificar al terreny destinat a la façana de la Glòria, que segons els seus plans estaria lliure durant bastants anys. Aquesta obra pertany als últims anys de la seva carrera, dedicats gairebé en exclusiva a la Sagrada Família. Gaudí arriba a la culminació del seu estil naturalista, fent una síntesi de totes les solucions i estils provats fins aquell llavors. L'arquitecte aconsegueix una perfecta harmonia en la interrelació entre els elements estructurals i els ornamentals, entre plàstica i estètica, entre funció i forma, entre contingut i continent, aconseguint la integració de totes les arts en un tot estructurat i lògic.

## Història i descripció

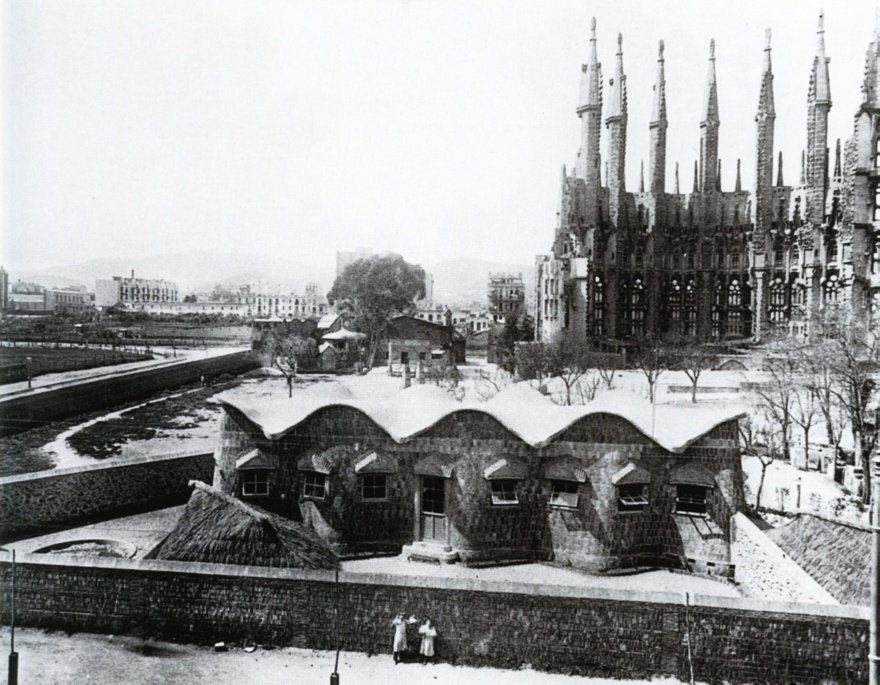
Les escoles el 1909

Les Escoles Parroquials de la Sagrada Família es van realitzar per encàrrec de l'Associació de Devots de Sant Josep, una entitat fundada el 1866 pel llibreter Josep Maria Bocabella i Verdaguer amb l'objectiu de construir una església dedicada a la Sagrada Família. El seu principal promotor va ser mossèn Gil Parés i Vilasau, capellà custodi de la Sagrada Família —que era en aquells dies una tinença parroquial—, qui va ser director de l'escola fins al 1930. En principi es va seguir el mètode pedagògic d'Andrés Manjón, fundador de les Escoles de l'Ave Maria de Granada, però des del 1915 es va aplicar el mètode Montessori.
Les escoles van ser inaugurades el 15 de novembre de 1909 pel bisbe de Barcelona, Joan Josep Laguarda i Fenollera. La seva realització va comportar un cost de 9000 pessetes, que va costejar el mateix Gaudí.
Gaudí va concebre una construcció senzilla i eficient, amb tots els seus components adaptats a la màxima racionalització i reducció de costos. Els materials havien de ser els millor adaptats a la seva funció i tant la forma com les dimensions de l'edifici havien de ser les precises per a oferir un mínim cost i un baix esforç constructiu.
L'edifici té planta rectangular de 10 × 20 m i 5 m d'altura. Constava de tres aules, vestíbul i capella, amb lavabos en un cos afegit a l'edifici. Les aules eren denominades de la Puríssima (44 alumnes), de l'Àngel (54 alumnes) i del Sagrat Cor (56 alumnes). La construcció es va realitzar amb maó vist, en tres capes superposades, seguint la tècnica tradicional de la volta catalana. El paviment era de ciment portland sobre una capa de pedra calcària. Les formes de l'edifici són ondulades, la qual cosa confereix a l'estructura una sensació de lleugeresa però alhora una gran resistència. En l'exterior va definir tres àrees destinades a aules a l'aire lliure que estaven cobertes amb pèrgoles de ferro folrades de bruc. Els patis tenien bancs de pedra amb seients de maó, així com un estany circular que va ser denominat de la Geografia.
L'estructura es basa en tres bigues disposades de forma vertical a l'interior, que sostenen una altra biga de traçat horitzontal situada al centre, formant uns perfils en forma d'I que sostenen unes taules de fusta sobre les quals s'eleva la coberta de maó. Les diferents inclinacions creen les formes geomètriques en conoide, que confereixen una sèrie de corbes còncaves i convexes. Els murs de càrrega són igualment de planta curvilínia, amb una progressiva inclinació del sostre al sòl, elaborats amb maons col·locats en trencajunta verticalment.
A l'interior hi havia una escassa decoració formada per models de guix d'algunes escultures de la façana del Naixement de la Sagrada Família, com les figures de Sant Joaquim, Santa Anna, Sant Joan i Sant Zacaries, a més d'una còpia del Sant Jordi modelat per Llorenç Matamala per a la casa Botines de Lleó. Gaudí va dissenyar també el mobiliari, entre el qual destacaven uns originals tamborets de tres potes de fusta i ferro.
Les escoles van sofrir greus danys el 20 de juliol de 1936, a l'inici de la Guerra Civil espanyola. Es van esfondrar una part de les façanes, la jàssera central i alguns pilars es van deformar i va caure la coberta de fusta. Al setembre d'aquest mateix any, el Consell de l'Escola Nova Unificada va encarregar a Francesc Quintana la seva reconstrucció, les obres de la qual van finalitzar al juliol de 1937 amb un cost de 44.890 pessetes.
El 2002, l'edifici de les escoles va ser traslladat a l'exterior del temple, a la cantonada entre els carrers de Sardenya i Mallorca. Des de llavors són seu d'una exposició titulada L'obrador de Gaudí, dedicada a l'estudi dels processos constructius ideats per l'arquitecte.
Les escoles de la Sagrada Família han estat un exemple en genialitat constructiva i han servit de font d'inspiració per a molts arquitectes, per la seva simplicitat, resistència, originalitat del volum, funcionalitat i puresa geomètrica. Les seves formes ondulades han estat aplicades per arquitectes com Le Corbusier, Pier Luigi Nervi, Eduardo Torroja, Félix Candela o Santiago Calatrava. Le Corbusier va efectuar un croquis de l'edifici en una visita que va realitzar a Barcelona el 1928 i la seva influència és palesa en obres seves com l'església de Ronchamp i el pavelló Philips de la Exposició Universal de Brussel·les de 1958.